# Richard Cassirer
Richard Cassirer (ur. 23 kwietnia 1868 we Wrocławiu, zm. 20 sierpnia 1925 w Berlinie) – niemiecki lekarz neurolog.

## Życiorys
Urodził się we Wrocławiu w 1868 roku jako syn przemysłowca Louisa Cassirera (1839–1904) i Emilie Schiffer (1847–1890). Jego braćmi byli fabrykant Hugo Cassirer (1869–1920), marszand i wydawca Paul Cassirer (1871–1926) i współwłaściciel fabryki Alfred Cassirer (1875–1932).
Studiował medycynę i doktoryzował się w 1891, po czym został asystentem Carla Wernickego w klinice psychiatrycznej we Wrocławiu. W 1893 wyjechał do Wiednia i kontynuował naukę u Richarda von Krafft-Ebinga i Heinricha Obersteinera. Następnie został profesorem neurologii na Uniwersytecie w Berlinie, gdzie blisko współpracował z Hermannem Oppenheimem.
W 1921 roku Cassirer został poproszony o ocenę stanu psychicznego Soghomona Tehliriana, zabójcy Talaata Paszy. Cassirer orzekł, że Tehlirian był w stanie psychozy wywołanej śmiercią bliskich podczas rzezi Ormian.
Max Liebermann w 1918 roku namalował portret Cassirera, wystawiany obecnie w Tate Gallery w Londynie.
Był żonaty z Hedwig (Hede) Cassirer (1862–1928). Mieli troje dzieci: Anamarie zamężną Löwenberg, Hansa i Thomasa Wernera.

## Dorobek naukowy
Jako neurolog kliniczny, Cassirer specjalizował się w anatomii ośrodkowego układu nerwowego. Opisał istotne aspekty stwardnienia rozsianego, zapaleń mózgu i poliomyelitis. Razem z Oppenheimem napisał podręcznik Lehrbuch der Nervenkrankheiten für Ärzte und Studierende. W 1901 roku, pięć lat po belgijskim lekarzu Jeanie B. Crocqu, opisał rzadką jednostkę chorobową o nieznanej do dziś etiologii, znaną dziś jako zespół Crocqa-Cassirera.

## Wybrane prace
- Die Vasomotorisch-trophischen Neurosen. Berlin: Karger 1901. 2. Auflage, Berlin: Karger, 1912.
- Die multiple Sklerose. Leipzig, 1905.
- Die Beschäftigungsneurosen. Deutsche Klinik 6, 1, 1906
- Die vasomotorisch-trophischen Neurosen. W: Handbuch der Neurologie Bd. 5, 1914.
- Krankheiten des Rückenmarks und der peripherischen Nerven. W: Julius Schwalbe (Hrsg.) Diagnostische und therapeutische Irrtümer und deren Verhütung. Leipzig, 1921
- Vasomotorisch-trophische Erkrankungen. W: Friedrich Kraus, Theodor Brugsch: Spezielle Pathologie und Therapie 10, 3